# Luis Romeu
Pour les articles homonymes, voir Romeu.
Luis Romeu, né le 21 juin 1874 à Vich et mort le 23 septembre 1937 dans cette même ville, est un compositeur espagnol.

## Biographie
Dévoué à la prêtrise, il est chef de chœur puis organiste à la cathédrale de Vich. Ses œuvres sont très influencées par le chant traditionnel catalan. Il compose une messe pour la Mare de Deu de Nuria ainsi que trois recueils de Cants catequistics et Marianes. Il publie notamment un livre sur la musique religieuse catalane : La Versio auténtica dels Goigs del Roser de tot l'any. Il écrit en tout trois cents trente et une œuvres sacrées comme profanes.